# Семья напрокат
«Семья напрокат» (англ. Borrowed Hearts) — американский кинофильм, рождественская комедия с элементами мелодрамы о том, что необходимо верить в чудеса, даже тогда, когда жизнь показывает свою самую тёмную сторону

## Сюжет
Сэм Филд — успешный бизнесмен, потомок богатой семьи промышленника и фабриканта. Имея славу трудоголика, Сэм наслаждается женщинами в полной мере, меняя подруг, как перчатки. Однажды пресс-секретарь Сэма Дэйв Эбер заявляет, что один влиятельный возможный покупатель компании считает Сэма идеальным семьянином. Сэм не в восторге от этой новости, но тем не менее соглашается на то, чтобы нанять актеров, которые будут играть его жену и сына. После нескольких неудачных кастингов Сэм уже теряет всю надежду на удачную сделку, когда в его дом внезапно вбегает семилетняя девочка.
Её зовут Зои Рассел и она часто попадает в различные неловкие ситуации из-за излишней энергичности. Мать Зои, Кэтлин, является матерью-одиночкой и пытается совместить обязанности матери с попытками заработать деньги. По иронии судьбы, Кэтлин работает на заводе Сэма. Когда-то она мечтала стать художником, но её бывший муж бросил её с маленькой дочкой на руках, уйдя без объяснений.
Кэтлин предлагают крупную сумму денег за то, чтобы они с Зои выполнили роль любящей семьи Сэма. Она не производит на Сэма впечатления, однако ему приходится принять этот вариант, потому что все остальные претенденты излишне наигранны. Кэтлин тоже не в восторге от всего происходящего, но ей необходимы деньги, чтобы заплатить за дом, и потому что Зои влюбилась в дом Сэма, ведь он точь-в-точь её кукольный домик. Парикмахеры и стилисты помогают девочке и маме подобрать гардероб, а сотрудники Сэма учат, что нужно говорить, а чего нельзя в присутствии потенциального клиента Мистера Дель Кампо. Он планирует остаться в особняке на выходные, и Зои очаровывается им, потому что уверена, что он — ангел, посланный им с небес.
Когда Хавьер объявляет, что он пробудет до завершения переговоров в течение ещё двух недель, Зои оказывается в восторге, в отличие от Сэма и Кэтлин. Сэм особенно расстроен, потому что семейные игры ему порядком надоели. Кэтлин потрясена его поведением по отношению к её дочери и сразу решает прекратить всё и уехать домой. В тот вечер Сэм приходит к ней домой, извиняется и просит её вернуться обратно.

Зои учит Сэма кататься на коньках

Следующей ночью, «семья» и Хавьер выходит кататься на коньках, во время которого Зоя убеждается, что Хавьер является ангелом. Сэм мило флиртует с Кэтлин и понимает, что с ней ему гораздо приятнее, чем с девушками, которые обращают на него внимание.
Как только отношения внутри «семьи» стали налаживаться, внезапно в доме появляется Джерри, отец Зои. Он требует рассказать всю правду, иначе сорвет переговоры. Сэм предлагает ему денег, чтобы тот замолчал и не связывался со своей семьей вплоть до окончания Рождества.
Вскоре после этого Кэтлин узнает, что сделка между Сэмом и Хавьером — не слияние, как она предполагала раньше, а продажа. А это значит, что производство будет переведено в Мексику, и последует увольнение почти всех сотрудников компании, в том числе и самой Кэтлин. В ответ на это она показывает Сэму, насколько его сотрудники нуждаются в работе, и это ставит Сэма в очень трудное положение.
Рождественским утром Хавьер подписывает контракт, но Сэм отказывается, говоря, что он не работает в Рождество. Вместо этого он целует Кэтлин, что очень расстраивает Зои. Далее появляется Джерри, который путает Хавьера. Сэм объясняет всю ситуацию и отказывается подписывать договор.
Джерри тем временем готовится покинуть дом, уверяя Зои, что ей будет лучше с Сэм и Кэтлин. Тем не менее, она опустошена и убегает, забравшись на дерево, чтобы увидеть как её отец уезжает. Она висит на ветке и боится, что она не может больше держаться и скоро упадет. Сэм говорит ей, что любит её и уверяет, что поймает, что он и делает. Сэм ловит Зои, и она принимает его как своего нового отца.

## Награды и номинации
- Премия «Гемини», Канада (1998):
- Номинация на приз «Гемини» в категории «Лучший режиссёр в драматической программе или мини — сериале»
- Номинация на приз «Гемини» в категории «Лучшая музыка в программе или мини — сериале»
- Номинация на приз «Гемини» в категории «Лучший ТВ-фильм или мини — сериал»
- Премия «АЛМА», США (1998)
- Приз «АЛМА» в категории «Выдающийся актёр в фильме для ТВ»